# آلفرد (روستا)، نیویورک
الفرد (روستا)، نیو یورک (به انگلیسی: Alfred (village), New York) یک منطقهٔ مسکونی در ایالات متحده آمریکا است که در ایالت نیویورک واقع شده‌است.

## خصوصیات
الفرد ۳٫۱ کیلومترمربع مساحت و ۴٬۱۷۴ نفر جمعیت دارد و ۵۳۸ متر بالاتر از سطح دریا واقع شده‌است.